# William Beauclerk, X duca di St. Albans
William Amelius Aubrey de Vere Beauclerk, X duca di St. Albans (Londra, 15 aprile 1840 – 10 maggio 1898), è stato un nobile, politico e ufficiale inglese.

## Biografia
Era l'unico figlio di William Beauclerk, IX duca di St. Albans, e di sua moglie, Lady Catherine Gubbins, figlia del maggior generale Joseph Gubbins.

## Carriera politica
Succedette al padre nel ducato nel 1849, all'età di nove anni. In seguito ha preso il suo posto nella Camera dei lord ed è stato capitano della Yeomen of the Guard (1868-1874) durante la prima amministrazione di William Ewart Gladstone.
Nel 1869 fu membro del Consiglio privato. Tra il 1880 e il 1898 servì come Lord luogotenente del Nottinghamshire.

## Matrimoni

### Primo Matrimonio
Sposò, il 20 giugno 1867, Lady Sybil Mary Grey (28 novembre 1848-7 settembre 1871), figlia del generale Charles Grey. Ebbero tre figli:
- Lady Louise de Vere Beauclerk (12 aprile 1869-15 dicembre 1958), sposò Gerald Loder, I barone Wakehurst, ebbero cinque figli;
- Charles Beauclerk, XI duca di St. Albans (1870-1934);
- Lady Sybil Evelyn de Vere Beauclerk (21 agosto 1871-20 settembre 1910), sposò il maggiore William Lascelles, ebbero due figli.

### Secondo Matrimonio
Sposò, il 3 gennaio 1874, Grace Bernal-Osborne (?-18 novembre 1926), figlia di Ralph Bernal-Osborne e di Catherine Osborne. Ebbero cinque figli:
- Osborne Beauclerk, XII duca di St. Albans (1874-1964);
- Lady Moyra de Vere Beauclerk (20 gennaio 1876-7 febbraio 1942), sposò Lord Richard Cavendish, ebbero sette figli;
- Lady Katherine de Vere Beauclerk (25 maggio 1877-1º febbraio 1958), sposò in prime nozze Henry Somerset ed ebbero tre figli, sposò in seconde nozze il generale Sir William Lambton, non ebbero figli;
- Lady Alexandra de Vere Beauclerk (5 luglio 1878-16 aprile 1935);
- Lord William de Vere Beauclerk (16 agosto 1883-25 dicembre 1954).

## Morte
Morì il 10 maggio 1898, a 58 anni.

## Ascendenza
|                                            |                |                    | Genitori                                  |  |  | Nonni |  |  | Bisnonni                               |  |  | Trisnonni                     |  |
|                                            |                |                    |                                           |  |  |       |  |  | Aubrey Beauclerk, V duca di St. Albans |  |  | Vere Beauclerk, I barone Vere |  |
|                                            |                |                    |                                           |  |  |       |  |  | Aubrey Beauclerk, V duca di St. Albans |  |  | Vere Beauclerk, I barone Vere |  |
|                                            |                | Mary Chambers      |                                           |  |  |       |  |  | Aubrey Beauclerk, V duca di St. Albans |  |  |                               |  |
| William Beauclerk, VIII duca di St. Albans |                |                    |                                           |  |  |       |  |  | Aubrey Beauclerk, V duca di St. Albans |  |  |                               |  |
|                                            |                | Catherine Ponsonby | William Ponsonby, II conte di Bessborough |  |  |       |  |  |                                        |  |  |                               |  |
|                                            |                | Catherine Ponsonby | William Ponsonby, II conte di Bessborough |  |  |       |  |  |                                        |  |  |                               |  |
|                                            |                | Catherine Ponsonby | Caroline Cavendish                        |  |  |       |  |  |                                        |  |  |                               |  |
| William Beauclerk, IX duca di St. Albans   |                | Catherine Ponsonby |                                           |  |  |       |  |  |                                        |  |  |                               |  |
|                                            |                | John Nelthorpe     | Griffith Nelthorpe                        |  |  |       |  |  |                                        |  |  |                               |  |
|                                            |                | John Nelthorpe     | Griffith Nelthorpe                        |  |  |       |  |  |                                        |  |  |                               |  |
|                                            |                | John Nelthorpe     | Mary Nelthorpe                            |  |  |       |  |  |                                        |  |  |                               |  |
| Mary Janetta Nelthorpe                     |                | John Nelthorpe     |                                           |  |  |       |  |  |                                        |  |  |                               |  |
|                                            |                | Mary Cracroft      | Robert Cracroft                           |  |  |       |  |  |                                        |  |  |                               |  |
|                                            |                | Mary Cracroft      | Robert Cracroft                           |  |  |       |  |  |                                        |  |  |                               |  |
|                                            |                | Mary Cracroft      | Anne Browne                               |  |  |       |  |  |                                        |  |  |                               |  |
| William Beauclerk, X duca di St. Albans    |                | Mary Cracroft      |                                           |  |  |       |  |  |                                        |  |  |                               |  |
|                                            | Joseph Gubbins | Joseph Gubbins     |                                           |  |  |       |  |  |                                        |  |  |                               |  |
|                                            | Joseph Gubbins | Joseph Gubbins     |                                           |  |  |       |  |  |                                        |  |  |                               |  |
|                                            | Joseph Gubbins | …                  |                                           |  |  |       |  |  |                                        |  |  |                               |  |
| Joseph Gubbins                             | Joseph Gubbins |                    |                                           |  |  |       |  |  |                                        |  |  |                               |  |
|                                            |                | …                  | …                                         |  |  |       |  |  |                                        |  |  |                               |  |
|                                            |                | …                  | …                                         |  |  |       |  |  |                                        |  |  |                               |  |
|                                            |                | …                  | …                                         |  |  |       |  |  |                                        |  |  |                               |  |
| Catherine Elizabeth Gubbins                |                | …                  |                                           |  |  |       |  |  |                                        |  |  |                               |  |
|                                            |                | James Bathoe       | …                                         |  |  |       |  |  |                                        |  |  |                               |  |
|                                            |                | James Bathoe       | …                                         |  |  |       |  |  |                                        |  |  |                               |  |
|                                            |                | James Bathoe       | …                                         |  |  |       |  |  |                                        |  |  |                               |  |
| Charlotte Bathoe                           |                | James Bathoe       |                                           |  |  |       |  |  |                                        |  |  |                               |  |
|                                            |                | …                  | …                                         |  |  |       |  |  |                                        |  |  |                               |  |
|                                            |                | …                  | …                                         |  |  |       |  |  |                                        |  |  |                               |  |
|                                            |                | …                  | …                                         |  |  |       |  |  |                                        |  |  |                               |  |
|                                            |                | …                  |                                           |  |  |       |  |  |                                        |  |  |                               |  |